# IWO-Hochhaus
Das IWO-Hochhaus ist mit 66 m eines der höchsten Gebäude in Dortmund und wurde 1966 eröffnet. Auf 19 Etagen stehen insgesamt rund 14.000 Quadratmeter Büroflächen zur Verfügung. Hauptmieter war bei Fertigstellung die Signal-Versicherung. Heute wird das gesamte Gebäude von der Stadt Dortmund genutzt. Der Name IWO kommt ursprünglich vom Bauträger IWO-Immobilien, der kurz vor der Fertigstellung des Gebäudes Insolvenz anmelden musste. Eigentümer ist heute die Dortmunder Immobilienfirma Dreier.
Mitte der 1990er Jahre wurde das Hochhaus umfassend modernisiert und mit einer völlig neuen Spiegelfassade versehen.
Auf Grund seiner unmittelbaren Nähe zum Dortmunder Hauptbahnhof ist das Hochhaus schon vom Bahnsteig zu sehen. Zusammen mit dem RWE Tower und dem Sparkassen-Hochhaus begründet das IWO-Hochhaus an dieser Stelle einen Teil der Dortmunder Skyline.